# 史蒂文森鎮區 (伊利諾伊州馬里昂縣)
史蒂文森鎮區（英語：Stevenson Township）是位於美國伊利諾伊州馬里昂縣的一個行政鎮區。

## 地方資料
根據2010年美國人口普查的數據，史蒂文森鎮區的面積為95.10平方千米，當中陸地面積為95.00平方千米，而水域面積為0.10平方千米。當地共有人口1261人，而人口密度為每平方千米13.26人。